# Colonia la Pintora
Colonia la Pintora är en ort i Mexiko.   Den ligger i kommunen Xochitepec och delstaten Morelos, i den sydöstra delen av landet, 80 km söder om huvudstaden Mexico City. Colonia la Pintora ligger 1 051 meter över havet och antalet invånare är 577.
Terrängen runt Colonia la Pintora är platt åt sydväst, men åt nordost är den kuperad. Terrängen runt Colonia la Pintora sluttar söderut. Runt Colonia la Pintora är det ganska tätbefolkat, med 185 invånare per kvadratkilometer. Närmaste större samhälle är Jiutepec, 19,7 km norr om Colonia la Pintora. Omgivningarna runt Colonia la Pintora är en mosaik av jordbruksmark och naturlig växtlighet.